# Festival international du film de Toronto 2019
Le Festival international du film de Toronto 2019, 44e édition du festival (44th annual Toronto International Film Festival ou TIFF), se déroule du 5 au 15 septembre 2019.

## Déroulement et faits marquants
Meryl Streep et Joaquin Phoenix reçoivent un Tribute Actor Award pour leur carrière.
Pour la première fois, les lauréats des prix ne sont pas annoncés lors de la cérémonie de clôture mais ils le sont via les réseaux sociaux.
C'est le film Jojo Rabbit de Taika Waititi qui remporte le People's Choice Award.

## Jurys

### Platform Jury
- Athiná-Rachél Tsangári
- Carlo Chatrian
- Jessica Kiang

## Sélection

### Gala Presentations
- L'Extraordinaire Mr. Rogers (A Beautiful Day in the Neighborhood) de Marielle Heller
- Abominable de Jill Culton
- American Woman de Semi Chellas
- Blackbird de Roger Michell
- Clemency de Chinonye Chukwu
- David Foster: Off the Record de Barry Avrich
- Le Mans 66 (Ford v. Ferrari) de James Mangold
- Harriet de Kasi Lemmons
- Queens (Hustlers) de Lorene Scafaria
- Joker de Todd Phillips
- La Voie de la justice (Just Mercy) de Destin Daniel Cretton
- Once Were Brothers: Robbie Robertson and The Band de Daniel Roher
- Ordinary Love de Lisa Barros D'Sa
- Radioactive de Marjane Satrapi
- Le Chardonneret (The Goldfinch) de John Crowley
- The Sky Is Pink de Shonali Bose
- Le Prodige inconnu (The Song of Names) de François Girard
- Le Gang Kelly (True History of the Kelly Gang) de Justin Kurzel
- Western Stars de Thom Zimny et Bruce Springsteen

### Special Presentations
- À couteaux tirés (Knives Out) de Rian Johnson
- Bad Education de Cory Finley
- Clifton Hill d'Albert Shin
- Coming Home Again de Wayne Wang
- Dolemite Is My Name de Craig Brewer
- Le Domaine  (A Herdade) de Tiago Guedes
- Ema de Pablo Larraín
- Love Again (Endings, Beginnings) de Drake Doremus
- Frankie d'Ira Sachs
- Greed de Michael Winterbottom
- Guest of Honour d'Atom Egoyan
- Heroic Losers de Sebastián Borensztein
- Honey Boy d'Alma Har'el
- Hope Gap de William Nicholson
- How to Build a Girl de Coky Giedroyc
- I Am Woman d'Unjoo Moon
- Jojo Rabbit de Taika Waititi
- Judy de Rupert Goold
- La Belle Époque de Nicolas Bedos
- Marriage Story de Noah Baumbach
- The Singing Club (Military Wives) de Peter Cattaneo
- Brooklyn Affairs (Motherless Brooklyn) d'Edward Norton
- No.7 Cherry Lane de Yonfan
- Douleur et Gloire (Dolor y gloria) de Pedro Almodóvar
- Parasite (기생충) de Bong Joon-ho
- Pelican Blood de Katrin Gebbe
- Portrait de la jeune fille en feu de Céline Sciamma
- Saturday Fiction de Lou Ye
- The Friend de Gabriela Cowperthwaite
- The Laundromat : L'Affaire des Panama Papers (The Laundromat) de Steven Soderbergh
- The Lighthouse de Robert Eggers
- The Other Lamb de Małgorzata Szumowska
- The Painted Bird (Nabarvené ptáče) de Václav Marhoul
- The Personal History of David Copperfield d'Armando Iannucci
- The Report de Scott Z. Burns
- Les Deux Papes (The Two Popes) de Fernando Meirelles
- Uncut Gems de Joshua et Ben Safdie
- Les Enfants du Temps (Weathering with You) de Makoto Shinkai
- Lettre à Franco (Mientras dure la guerra) d'Alejandro Amenábar

### Special event
- One Day in the Life of Noah Piugattuk de Zacharias Kunuk

### Midnight Madness
- Blood Quantum de Jeff Barnaby
- Color Out of Space de Richard Stanley
- Crazy World d’Isaac Nabwana
- First Love (三池 崇史) de Takashi Miike
- Gundala de Joko Anwar
- La Plateforme (El hoyo) de Galder Gaztelu-Urrutia
- Saint Maud de Rose Glass
- Le Vingtième Siècle de Matthew Rankin
- The Vast of Night d’Andrew Patterson
- The Vigil de Keith Thomas

### Masters
- Pour l'éternité de Roy Andersson
- Devil Between the Legs (El Diablo entre las Piernas) de Arturo Ripstein
- Une vie cachée (A Hidden Life) de Terrence Malick
- I Was at Home, but (Ich war zuhause, aber) de Angela Schanelec
- It Must Be Heaven de Elia Suleiman
- Jordan River Anderson, the Messenger de Alanis Obomsawin
- Sorry We Missed You de Ken Loach
- Le Traître (Il traditore) de Marco Bellocchio
- Au bout du monde (旅のおわり世界のはじまり, Tabi no owari sekai no hajimari?) de Kiyoshi Kurosawa
- Les Siffleurs (La Gomera) de Corneliu Porumboiu
- Zombi Child de Bertrand Bonello

### Platform
- Anne at 13,000 Ft. de Kazik Radwanski
- Martin Eden de Pietro Marcello
- The Moneychanger de Federico Veiroj
- My Zoé de Julie Delpy
- Proxima de Alice Winocour
- Rocks de Sarah Gavron
- The Sleepwalkers de Paula Hernández
- Sound of Metal de Darius Marder
- Wet Season de Anthony Chen
- Workforce (Mano de obra) de David Zonana

### Contemporary World Cinema
- 37 Seconds de Hikari
- Adam de Maryam Touzani
- Il pleuvait des oiseaux de Louise Archambault
- Antigone de Sophie Deraspe
- Un divan à Tunis de Manele Labidi Labbé
- Atlantique de Mati Diop
- Atlantis de Valentyn Vasyanovych
- Bacurau de Kleber Mendonça Filho et Juliano Dornelles
- Balloon de Pema Tseden
- The Barefoot Emperor de Jessica Woodworth
- Une grande fille (Дылда, Dylda) de Kantemir Balagov
- Beneath the Blue Suburban Skies de Edward Burns
- Blow the Man Down de Danielle Krudy et Bridget Savage Cole
- The Body Remembers When the World Broke Open d'Elle-Máijá Tailfeathers et Kathleen Hepburn
- Bombay Rose de Gitanjali Rao
- Castle in the Ground de Joey Klein
- Chicuarotes de Gael García Bernal
- The Climb de Michael Angelo Covino
- La Communion de Jan Komasa
- The County de Grímur Hákonarson
- Les chiens ne portent pas de pantalon de J-P Valkeapää
- La Saveur des coings (Bashtata) de Petar Valtchanov et Kristina Grozeva
- Flatland de Jenna Bass
- L'Infirmière de Kōji Fukada
- Hala de Minhal Baig
- Henry Glassie: Field Work de Pat Collins
- Incitement de Yaron Zilberman
- Instinct d'Halina Reijn
- La Vie invisible d'Eurídice Gusmão de Karim Aïnouz
- Jallikattu de Lijo Jose Pellissery
- Knuckle City de Jahmil X.T. Qubeka
- La Llorona de Jayro Bustamante
- The Last Porno Show de Kire Paputts
- La Longue Marche (Bor Mi Vanh Chark) de Mattie Do
- Made in Bangladesh de Rubaiyat Hossain
- Mariam de Sharipa Urazbayeva
- Maria's Paradise de Zaida Bergroth
- Les Misérables de Ladj Ly
- Nobadi de Karl Markovics
- Notre-Dame du Nil de Atiq Rahimi
- The Perfect Candidate de Haifaa al-Mansour
- Red Fields de Keren Yedaya
- Resin de Daniel Borgman
- So Long, My Son de Wang Xiaoshuai
- Terminal Sud de Rabah Ameur-Zaïmeche
- Spider d'Andrés Wood
- A Sun de Chung Mong-hong
- Synonymes de Nadav Lapid
- Tammy's Always Dying d'Amy Jo Johnson
- Trois Étés de Sandra Kogut
- Verdict de Raymund Ribay Gutierrez
- White Lie de Yonah Lewis et Calvin Thomas
- Un jour si blanc de Hlynur Pálmason
- Le Lac aux oies sauvages de Diao Yi'nan
- You Will Die at Twenty d'Amjad Abou Alala

### Discovery
- Bring Me Home
- Deux
- Kuessipan
- The Lost Okoroshi
- Pompéi
- Sea Fever
- Zana

### Short Cuts
- Physique de la tristesse de Theodore Ushev
- Recrue de Pier-Philippe Chevigny

## Palmarès

### TIFF Tribute Actor Award
Ce prix récompense un acteur  une actrice ayant eu une carrière exemplaire: 
- Meryl Streep
- Joaquin Phoenix

| Prix                                                           | Film                                         | Réalisateur(s)                              |
| -------------------------------------------------------------- | -------------------------------------------- | ------------------------------------------- |
| People's Choice Award                                          | Jojo Rabbit                                  | Taika Waititi                               |
| People's Choice Award, First Runner Up                         | Marriage Story                               | Noah Baumbach                               |
| People's Choice Award, Second Runner Up                        | Parasite                                     | Bong Joon-ho                                |
| People's Choice Award: Documentary                             | The Cave                                     | Feras Fayyad                                |
| People's Choice Award: Documentary, First Runner Up            | I Am Not Alone                               | Garin Hovannisian                           |
| People's Choice Award: Documentary, Second Runner Up           | Dads                                         | Bryce Dallas Howard                         |
| People's Choice Award: Midnight Madness                        | La Plateforme (El hoyo)                      | Galder Gaztelu-Urrutia                      |
| People's Choice Award: Midnight Madness, First Runner Up       | The Vast of Night                            | Andrew Patterson                            |
| People's Choice Award: Midnight Madness, Second Runner Up      | Blood Quantum                                | Jeff Barnaby                                |
| Platform Prize                                                 | Martin Eden                                  | Pietro Marcello                             |
| Platform Prize, Honourable Mention                             | Anne at 13,000 Ft.                           | Kazik Radwanski                             |
| Platform Prize, Honourable Mention                             | Proxima                                      | Alice Winocour                              |
| Meilleur film canadien                                         | Antigone                                     | Sophie Deraspe                              |
| Meilleur film canadien, (mention honorable)                    | The Body Remembers When the World Broke Open | Elle-Máijá Tailfeathers et Kathleen Hepburn |
| Meilleur court métrage canadien                                | Delphine                                     | Chloé Robichaud                             |
| Meilleur court métrage canadien (mention honorable)            | The Physics of Sorrow                        | Theodore Ushev                              |
| Meilleur premier film canadien                                 | Le Vingtième Siècle                          | Matthew Rankin                              |
| Prix FIPRESCI Discovery Prize                                  | Murmur                                       | Heather Young                               |
| Prix FIPRESCI Special Presentations                            | How to Build a Girl                          | Coky Giedroyc                               |
| Meilleur court métrage international                           | All Cats Are Grey in the Dark                | Lasse Linder                                |
| Meilleur court métrage international (mention honorable)       | The Nap                                      | Federico Luis Tachella                      |
| Prix Netpac « for World or International Asian Film Premiere » | 1982                                         | Oualid Mouaness                             |